# Тула (мотоцикл)
Ту́ла ТМЗ-5.951, ТМЗ-5.952, ТМЗ-5.953 — мотоцикл производства СССР и России. Выпускался с 1984 по 1996 год.

## История
Первые 100 мотороллеров были выставлены на продажу в конце 1984 года, а массовое распространение мотоцикла пришлось на 1986—1988 годы.
Это первый советский внедорожный мотоцикл. «Тула» также стал первым советским мотоциклом, где были применены электростартер, принудительное воздушное охлаждение двигателя. Двигатель взят от мотороллера «Тулица», рабочий объём 200 см3. Производилось две модели мотоцикла: «5.951» (1984—1990) и «5.952» (с июля 1990). В новой модели были ликвидированы многие конструктивные недостатки, на которые жаловались пользователи. Мотоцикл стал легче на 3 кг, максимальная скорость возросла с 85 до 90 км/ч, а мощность — с 12,5 до 13 л. с. Бензобак стал цельным, в то время, как на модели 5.951 бензобаков было два. Применена новая вилка переднего колеса. Внесено множество мелких изменений, повысившие комфорт мотоцикла.
Мотоцикл был популярен среди сельских жителей, а также охотников, рыболовов. Известны случаи дальних поездок на «Туле». Объёмы производства «Тул» составляли 10-12 тысяч в год. В начале 1990-х качество изготовления «Тул» заметно упало, а после 1993 г. стали резко падать объёмы производства. Последние мотоциклы сошли с конвейера в 1996 году.
Дизайн мотоцикла разрабатывался в Ленинградском филиале ВНИИТЭ группой художников-конструкторов под руководством С. М. Николаева.

## ТМЗ 5.951 (ТМЗ 5.952) «Тула»

Отреставрированный мотоцикл «Тула» ТМЗ 5.951

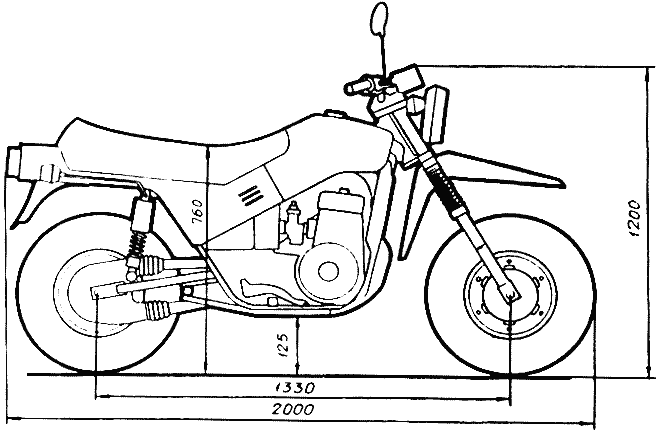
Мотоцикл «Тула» ТМЗ 5.952

### Общие данные
- сухая масса — 129
- максимальная нагрузка — 180 кг
- Максимальная скорость — 90 км/ч
- тормозной путь со скорости 30 км/ч — не более 6,5 м
- со скорости 60 км/ч — не более 25 м
- контрольный расход топлива с клапаном на впуске — 3,5 л/100 км
- без клапана на впуске — 4,0 л/100 км
- запас топлива — 11 л
- резерв — 0,5 л

### Двигатель
- Тип — двухтактный
- Воздушное охлаждение — принудительное
- Число цилиндров — 1
- Рабочий объём — 200 см3
- Степень сжатия — 8,5
- Мощность — 12,5 л. с.

### Электрооборудование
- номинальное напряжение — 12 В
- стартер-генератор — ДС1Б
- мощность 87,5 Вт
- реле-регулятор — РР-121 или РР-121А
- реле указателей поворота — РС57В или РС491
- свеча зажигания — А17В

## Технические характеристики
- Объём двигателя: 199 см3
- Мощность, л. с.: 12,5 (ТМЗ-5.951), 13 (ТМЗ-5.952)
- Коробка передач: 4-х ступенчатая с ножным переключением
- Охлаждение: воздушное принудительное от вентилятора, нагнетаемое воздушной крыльчаткой
- Расход горючего: в среднем 3,6 литра на 100 км
- Топливо: смесь бензина с маслом
- Допускается работа на бензине А-76
- Объём бака: 12 литров
- Максимальная скорость, км/ч: 85 (ТМЗ-5.951), 90 (ТМЗ-5.952)
- Сухой вес, кг: 129 (ТМЗ-5.951), 126(ТМЗ-5.952)

## Недостатки конструкции
- Большой вес.
- Низкая максимальная скорость.
- Неустойчивость в мокрую погоду, из-за широкого профиля шин. В поворотах мотоцикл склонен «подсекаться»[6].
- Применение династартера предъявило высокие требования к пусковым качествам аккумуляторных батарей, а малогабаритного аккумулятора с требуемым стартерным током в СССР просто не существовало. Это вынуждало ставить на мотоциклы по два аккумулятора, но на поздних экземплярах аккумулятор остался всего один, зафиксированный клином из твердого материала (пенопласт, дерево).

## Грузовой модуль ТМЗ-9.906
После выпуска серии мотоциклов конструкторы Туламашзавода разработали грузовой модуль с багажной корзиной к мотоциклам, который имел шасси и редуктор-реверс, он крепился к раме с помощью болтов и превращал двухколесный мотоцикл в трицикл без особого труда. Модуль был разработан на основе аналогичного модуля для двухколесных мотороллеров. В терминологии трехколесная «Тула» получила индекс ТМЗ 5.971. и в простонародье называлась Трициклом Тула

## ТМЗ 5.952-01 «Вепрь»

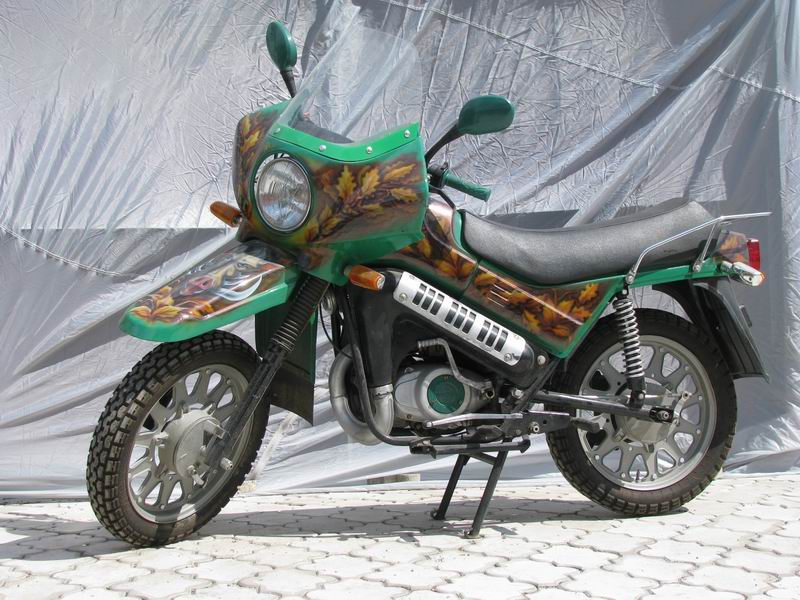
ТМЗ 5.952-01 «Вепрь»

В 1994—1995 году на заводе также был налажен выпуск мотоциклов «Вепрь», который отличался от предыдущих моделей штампованными разборными 16-ти дюймовыми колесами и более мощным генератором (160 Вт). Сам генератор (и диностартер) были новой конструкции, что потребовало небольшой доработки картера двигателя и коленвала. К тому же на эти модели, а после и на мотороллеры «Муравей» стали устанавливать бесконтактное электронное зажигание (БЭСЗ). Однако, как показал опыт эксплуатации, БЭСЗ и сам диностартер часто выходили из строя. Всего мотоциклов «Вепрь» было выпущено около 100 штук.

## ТМЗ 5.953 «Тула»
В 1995—1996 годах «Туламашзавод» заключил договор на разработку дизайна нового облика мотоцикла, получившего индекс ТМЗ 5.953. Разрабатывался дизайн новой машины совместно с итальянской компанией Engines Engineering, где также работали и русские дизайнеры. Было выпущено всего 5 экземпляров новой машины. На сегодняшний день сохранилось немного (два или три) образцов данной модели, которые хранятся в музее «Мото-авто-АРТ». Модель 5.953 отличалась новым интересным дизайном, по задумкам разработчиков на неё планировалось устанавливать дисковый тормоз переднего колеса и новый двигатель с пятиступенчатой коробкой передач. Облик новой машины повторял задумку художников-конструкторов ЛФ ВНИИТЭ: профиль мотоцикла напоминал большеклювую птицу.

## ТМЗ 2.601 (мокик)
В планах у завода также был намечен (1997 г.) выпуск 50-кубового мокика ТМЗ 2.601, который должен был оснащаться двигателем от мокика «Пилот» ЗДК-50 или итальянским «Franco Morini», однако кроме фотографий в журнале этот мокик вживую на дорогах никто из мотолюбителей так и не увидел. мокик представлял собой ту же «Тулу», с немного изменённым дизайном.